# Pausilippe
Pausilippe (en italien Posillipo ; en napolitain Pusilleco) est un quartier collinaire résidentiel de Naples en bord de mer, situé au nord ouest de la baie de Naples. Frazione jusqu'en 1925, il est depuis intégré administrativement comme quartier.

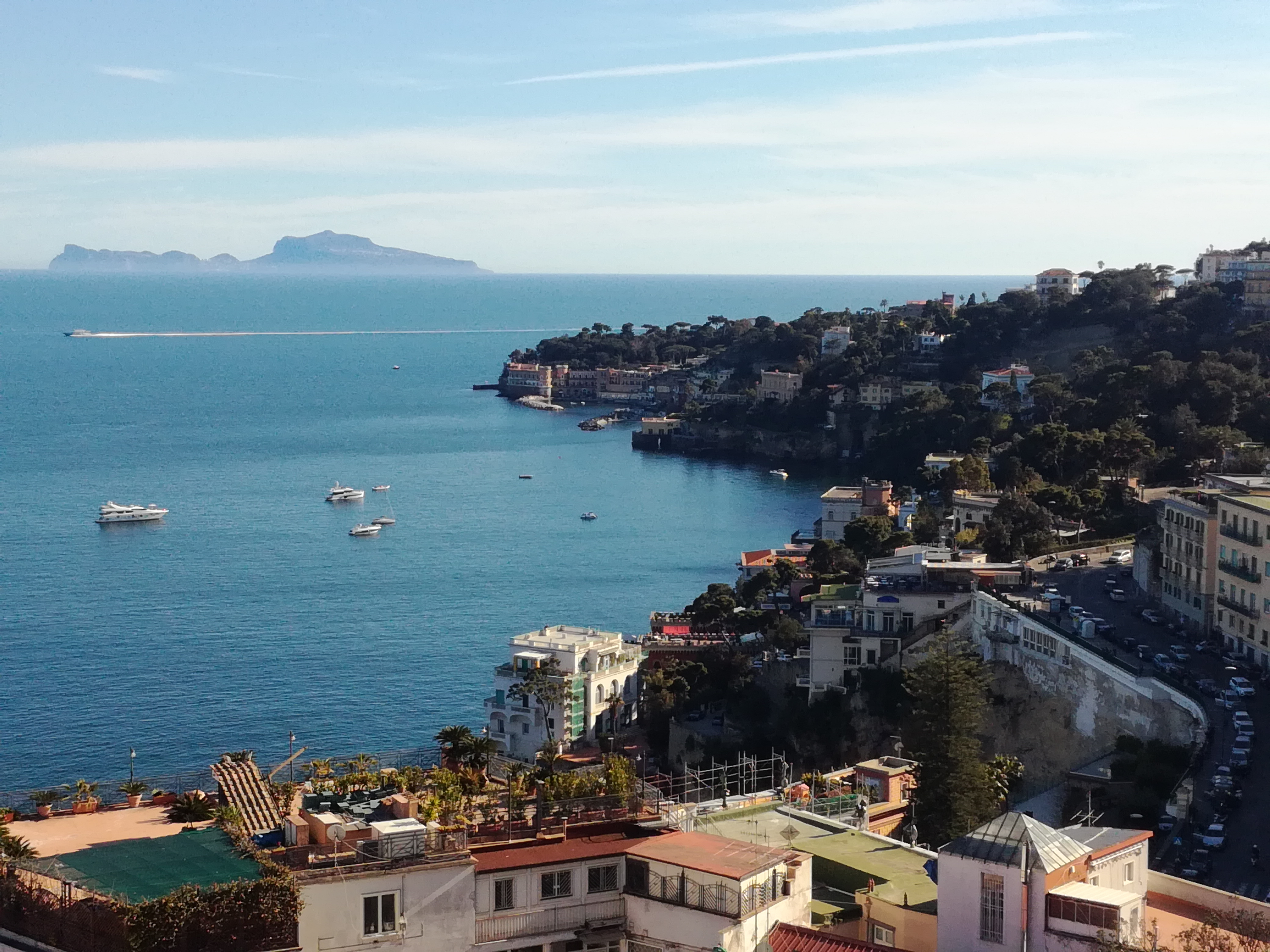
Une partie de la Côte et Capri

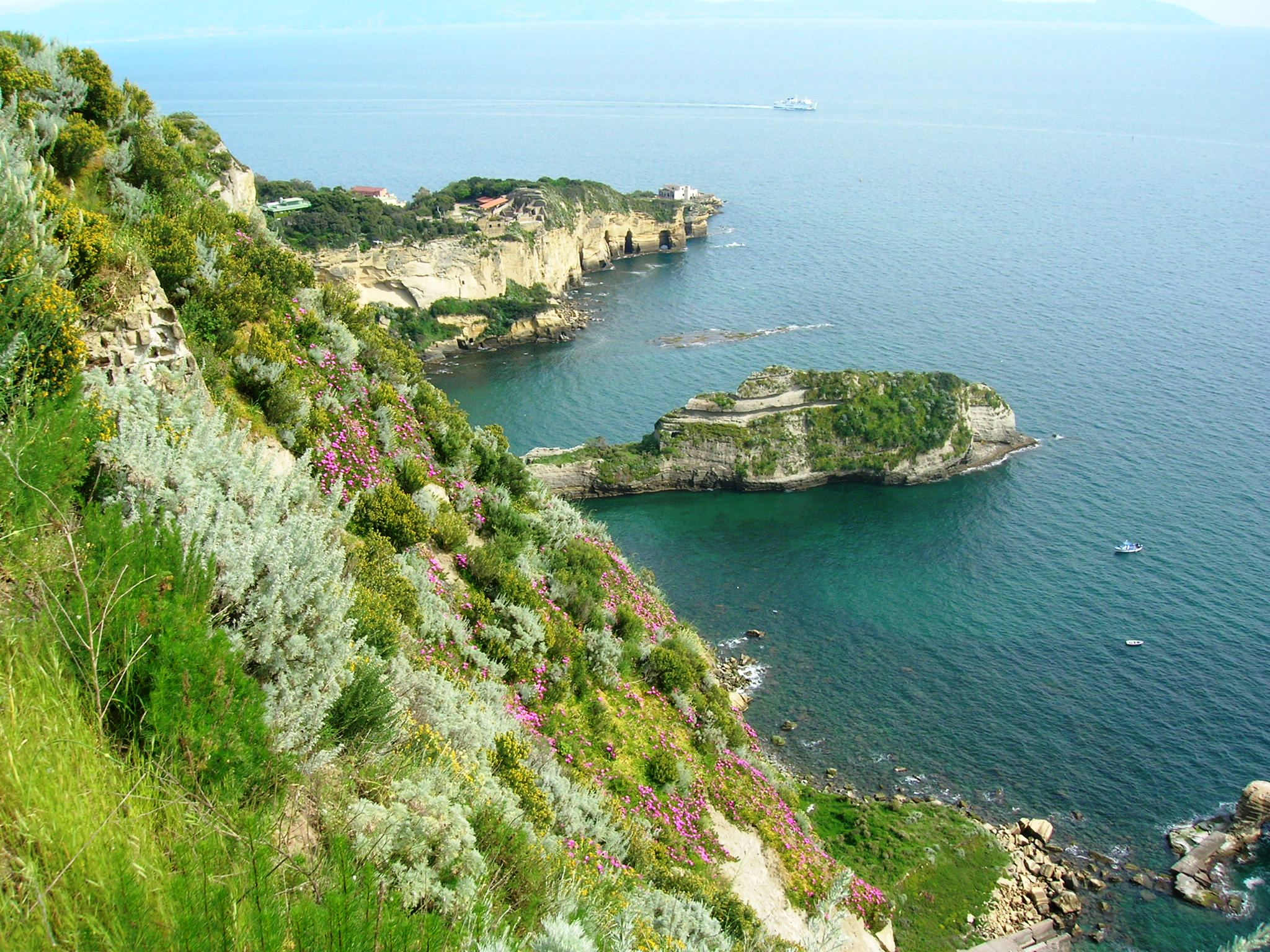
Baie de Trentaremi

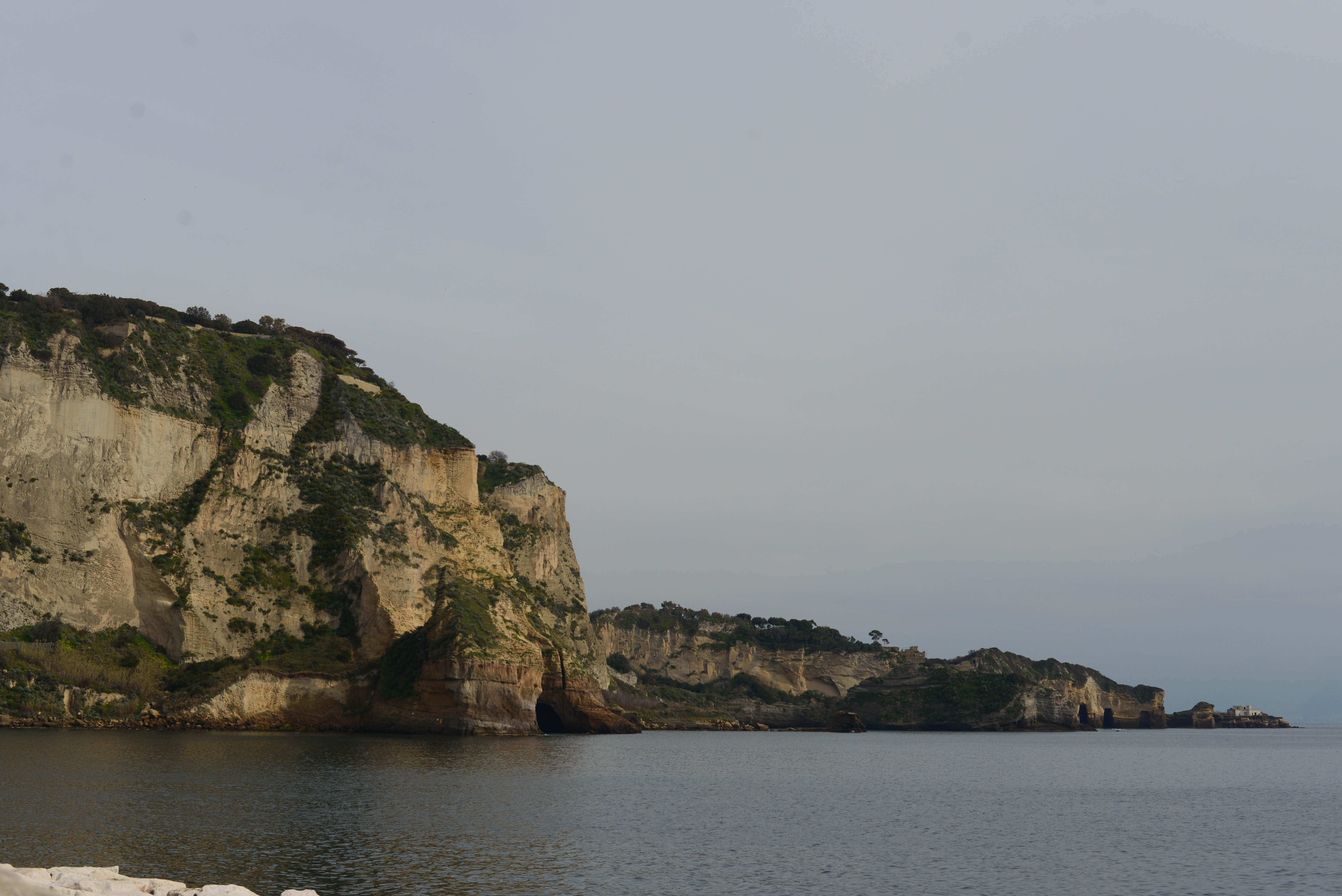
Tête de Pausillipe

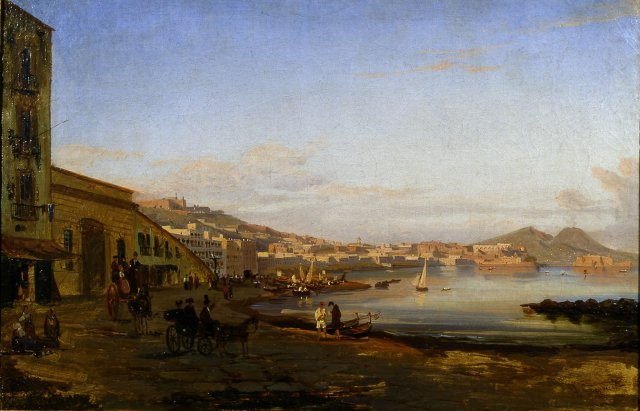
Marine de Giacinto Gigante en 1884.

Célèbre pour son panorama, Pausilippe est un ancien lieu de villégiature des riches Romains de l'Antiquité. Son nom dérive d'une des plus somptueuses villas maritimes de l'aristocratie romaine, du Ier siècle de notre ère, nommée Pausilypon, (du grec ancien παυσίλυπον, qui signifie « (lieu) où finissent les chagrins »).

## Description

### La colline
Elle est traversée par trois voies principales presque parallèles : la via Posillipo qui longe la côte jusqu'à Mergellina, la via Francesco Petrarca en position plus élevée et la via Alessandro Manzoni. Pour éviter la paralysie du trafic urbain dans la via Petrarca, causée par des automobilistes tombés sous le charme du site, la municipalité a dû aménager des parkings et une longue terrasse panoramique. Dans la partie haute, l'autre artère importante est la via Orazio où se trouvait, jusqu’aux années 1990, le fameux pino di Posillipo, symbole de l'oléographie napolitaine du XXe siècle, remplacé depuis par un autre pin parasol (Pinus pinea).

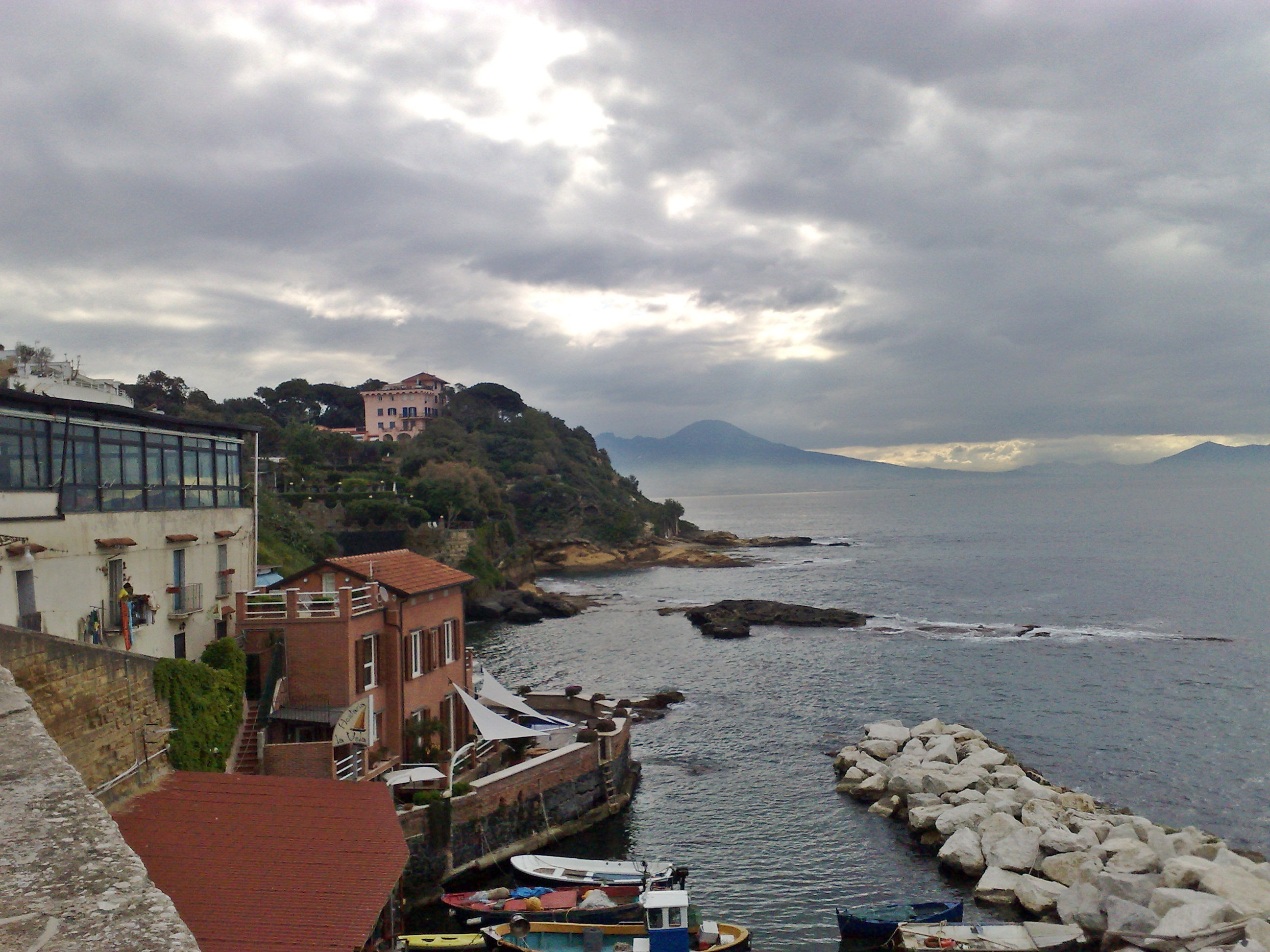
Le "Grand Rocher" de Marechiaro.

### Le quartier
Le quartier est composé de différentes zones : Villanova di Posillipo (ou bien Porta di Posillipo), Casale di Posillipo, Santo Strato, et le plus connu de tous, Marechiaro, avec le caractéristique « Grand Rocher ». Dans les années 1960, Marechiaro a été un des endroits symboles de la dolce vita en Italie, devenu fameux grâce à ses fréquentations hollywoodiennes et à ses restaurants typiques de pêcheurs. Ce qui va le plus contribuer à sa mythification est la chanson napolitaine ; les « Archives de la chanson napolitaine » témoignent de presque deux cents chansons classiques dédiées à cette petite zone du Pausilippe. Le Pausilippe est également le quartier où se déroule un roman de Sandor Marai, Le Miracle de San Gennaro, dans lequel il évoque la vie quotidienne des Napolitains en 1949 et leur attachement aux miracles, avant de se pencher sur la question d'une possible rédemption de l'humanité.

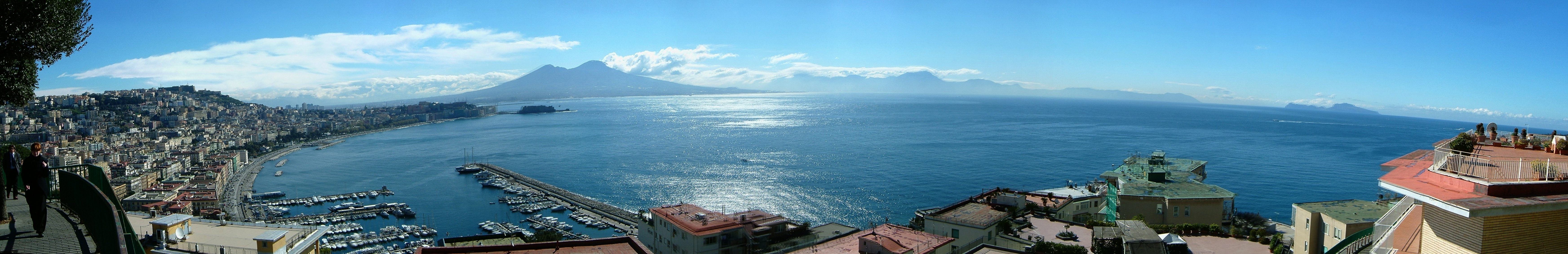
Panorama depuis la via Orazio.

### La pointe du cap
Il abrite une aire marine protégée, de 42 hectares et créée en 2002, dite « Parco Sommerso di Gaiola » (Parc submergé de Gaiola), du nom des deux îlots situés à peu de mètres de distance du rivage pausilippien. Une grande partie de la zone côtière de l'actuel parc, occupée jadis par la Villa Pausilypon, offre une visite aussi sous-marine - sans doute due au phénomène de bradyséisme - où se découvrent les vestiges de villas maritimes, carrières de tuf jaune, nymphées et murenario (vivier à murènes).

## Monuments

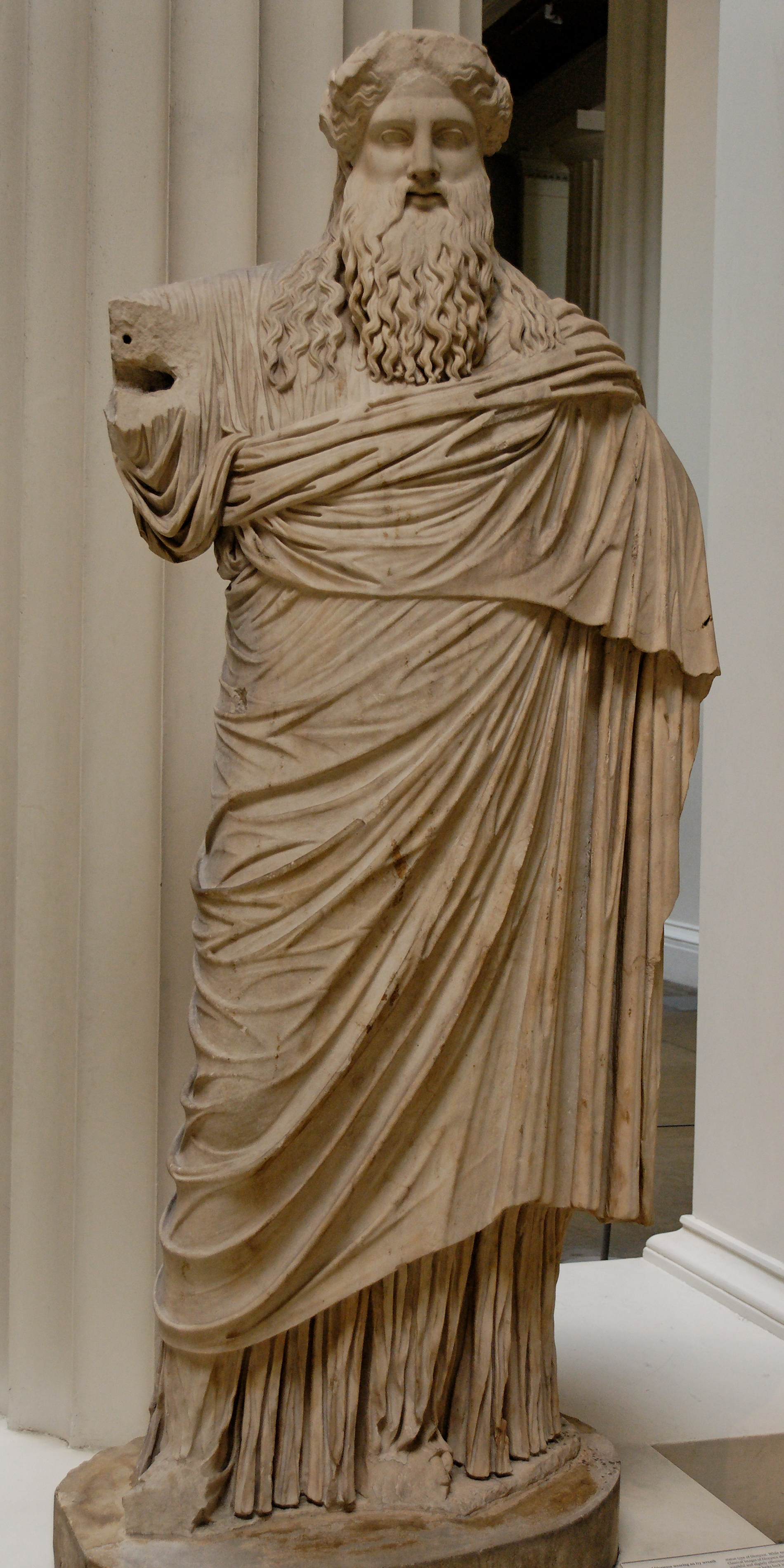
Statue de Dionysos provenant (?) de Posillipo.

De nombreux monuments et sites d'intérêt historico-artistique parsèment le quartier parmi lesquels : le parco Virgiliano, de nombreuses villas comme la villa Rosebery, résidence d'été du Président de la République italienne, la galerie de la Grotta di Seiano qui permettait de rejoindre les ports romains de Pouzzoles (Puteoli) et Misène (Misenum). C’est aussi le lieu de naissance de Franco Alfano, compositeur italien, connu pour avoir complété le dernier opéra de Puccini en 1926.

### Autres monuments
- Grotte du Pausilippe (Crypta Neapolitana), une route souterraine creusée au temps de la Rome antique, qui permettait de relier Naples à Pouzzoles.
- Parc archéologique de Posillipo, site archéologique avec villa, théâtre, odéon, grotte de Seiano...
- Tombeau de Jacopo Sannazaro
- Villa Volpicelli
- Villa Doria D'Angri
- Villa Rocca Matilde
- Villa Mon Plaisir et villa Guercia
- Villa Roccaromana
- Villa Rocca Belvedere
- Église de l'Addolorata
- Église Sant'Antonio a Posillipo
- Église Santa Maria della Consolazione a Villanova
- Église Santa Maria del Faro
- Église Santo Strato a Posillipo
- Mausolée Schilizzi
- Palazzo degli Spiriti
- Temple de la Gaiola

## Sports
L'homonyme cercle nautique, distingué de nombreux trophées, est surtout réputé pour son équipe de water-polo.